# Rob Blake
Robert Bowlby "Rob" Blake, född 10 december 1969 i Simcoe, Ontario, Kanada, är en kanadensisk före detta professionell ishockeyback som under sin aktiva karriär representerade NHL-klubbarna Los Angeles Kings, Colorado Avalanche och San Jose Sharks. Blake var med hjälp av sin storlek och sitt hårdskjutande skott en pålitlig tvåvägsback.

## Karriär
Rob Blake valdes som 70:e spelare totalt i NHL-draften 1988 av Los Angeles Kings, med vilka han spelade i tolv säsonger. Med Los Angeles Kings nådde han Stanley Cup-final 1993, där det blev förlust mot Montreal Canadiens. När Wayne Gretzky 1996 flyttade till St. Louis blev Blake lagkapten i Kings. Säsongen 2000–01 flyttade Blake till Colorado Avalanche och var där med och vann Stanley Cup samma år.
Efter fyra säsonger i Colorado valde Blake att inte förlänga sitt kontrakt med klubben och valde istället att återvända till Los Angeles Kings, för vilka han undertecknade ett tvåårskontrakt och blev utsedd till lagkapten efter att lagets tidigare kapten, Mattias Norström, lämnat klubben. 
Inför säsongen 2008–09 skrev Blake på för San Jose Sharks, för vilka han spelade två säsonger och noterades för sammanlagt 17 mål och 75 poäng på 143 spelade matcher.
Blakes mest produktiva NHL-säsong var 1993–94 då han lyckades göra 68 poäng, fördelade på 20 mål och 48 assist.
18 juni 2010 meddelade Blake att han valt att avsluta sin 21 år långa NHL karriär.
Blake var med i det kanadensiska lag som vann OS 2002. Han fanns också i den kanadensiska truppen i de olympiska vinterspelen 2006, 1998 samt 2002.
Blake blev som trettonde spelare medlem i trippelguldklubben.
Han och hans fru Brandy har två barn, Jack och Brooke.

## Troféer
- CCHA Second All-Star Team - 1989
- CCHA First All-Star Team - 1990
- NCAA West First All-American Team - 1990
- NHL All-Rookie Team - 1990
- Har spelat All-Stars matcher - 1994, 1999, 2000, 2001, 2002, 2003
- James Norris Memorial Trophy - 1998

## Statistik

### Klubbkarriär
| 1985–86    | Brantford Classics             | OJHL-B     | 39   | 3   | 13  | 6   | 43   | –   | –  | –  | –  | –   |
| 1986–87    | Stratford Cullitons            | OJHL-B     | 31   | 11  | 20  | 31  | 115  | –   | –  | –  | –  | –   |
| 1987–88    | Bowling Green State University | CCHA       | 43   | 5   | 8   | 13  | 88   | –   | –  | –  | –  | –   |
| 1988–89    | Bowling Green State University | CCHA       | 46   | 11  | 21  | 32  | 140  | –   | –  | –  | –  | –   |
| 1989–90    | Bowling Green State University | CCHA       | 42   | 23  | 36  | 59  | 140  | –   | –  | –  | –  | –   |
| 1989–90    | Los Angeles Kings              | NHL        | 4    | 0   | 0   | 0   | 4    | 8   | 1  | 3  | 4  | 4   |
| 1990–91    | Los Angeles Kings              | NHL        | 75   | 12  | 34  | 46  | 125  | 12  | 1  | 4  | 5  | 26  |
| 1991–92    | Los Angeles Kings              | NHL        | 57   | 7   | 13  | 20  | 102  | 6   | 2  | 1  | 3  | 12  |
| 1992–93    | Los Angeles Kings              | NHL        | 76   | 16  | 43  | 59  | 152  | 23  | 4  | 6  | 10 | 46  |
| 1993–94    | Los Angeles Kings              | NHL        | 84   | 20  | 48  | 68  | 137  | –   | –  | –  | –  | –   |
| 1994–95    | Los Angeles Kings              | NHL        | 24   | 4   | 7   | 11  | 38   | –   | –  | –  | –  | –   |
| 1995–96    | Los Angeles Kings              | NHL        | 6    | 1   | 2   | 3   | 8    | –   | –  | –  | –  | –   |
| 1996–97    | Los Angeles Kings              | NHL        | 62   | 8   | 23  | 31  | 82   | –   | –  | –  | –  | –   |
| 1997–98    | Los Angeles Kings              | NHL        | 81   | 23  | 27  | 50  | 94   | 4   | 0  | 0  | 0  | 6   |
| 1998–99    | Los Angeles Kings              | NHL        | 62   | 12  | 23  | 35  | 128  | –   | –  | –  | –  | –   |
| 1999–00    | Los Angeles Kings              | NHL        | 77   | 18  | 39  | 57  | 112  | 4   | 0  | 2  | 2  | 4   |
| 2000–01    | Los Angeles Kings              | NHL        | 54   | 17  | 32  | 46  | 69   | –   | –  | –  | –  | –   |
| 2000–01    | Colorado Avalanche             | NHL        | 13   | 2   | 8   | 10  | 8    | 23  | 6  | 13 | 19 | 16  |
| 2001–02    | Colorado Avalanche             | NHL        | 75   | 16  | 40  | 56  | 58   | 20  | 6  | 6  | 12 | 16  |
| 2002–03    | Colorado Avalanche             | NHL        | 79   | 17  | 28  | 45  | 57   | 7   | 1  | 2  | 3  | 8   |
| 2003–04    | Colorado Avalanche             | NHL        | 74   | 13  | 33  | 46  | 61   | 9   | 0  | 5  | 5  | 6   |
| 2005–06    | Colorado Avalanche             | NHL        | 81   | 14  | 37  | 51  | 94   | 5   | 2  | 1  | 3  | 8   |
| 2006–07    | Los Angeles Kings              | NHL        | 72   | 14  | 20  | 34  | 82   | –   | –  | –  | –  | –   |
| 2007–08    | Los Angeles Kings              | NHL        | 71   | 9   | 22  | 31  | 98   | —   | —  | —  | —  | —   |
| 2008–09    | San Jose Sharks                | NHL        | 73   | 10  | 35  | 45  | 110  | 6   | 1  | 3  | 4  | 4   |
| 2009–10    | San Jose Sharks                | NHL        | 70   | 7   | 23  | 30  | 60   | 15  | 1  | 1  | 2  | 10  |
| NHL totalt | NHL totalt                     | NHL totalt | 1270 | 240 | 537 | 777 | 1679 | 146 | 26 | 47 | 73 | 166 |

### Internationellt
| År     | Lag    | Turnering | Matcher | Mål | Assist | Poäng | Utv |
| ------ | ------ | --------- | ------- | --- | ------ | ----- | --- |
| 1991   | Kanada | VM        | 2       | 0   | 2      | 2     | 0   |
| 1994   | Kanada | VM        | 8       | 0   | 2      | 2     | 6   |
| 1996   | Kanada | WC        | 4       | 0   | 1      | 1     | 0   |
| 1997   | Kanada | VM        | 11      | 2   | 2      | 4     | 22  |
| 1998   | Kanada | OS        | 6       | 1   | 1      | 2     | 2   |
| 1998   | Kanada | VM        | 5       | 1   | 0      | 1     | 6   |
| 1999   | Kanada | VM        | 10      | 2   | 5      | 7     | 12  |
| 2002   | Kanada | OS        | 6       | 1   | 2      | 3     | 2   |
| 2006   | Kanada | OS        | 6       | 0   | 1      | 1     | 2   |
| Totalt | Totalt | Totalt    | 58      | 7   | 16     | 23    | 52  |